# Carlo Borgonovo
Carlo Borgonovo (Milano, 5 dicembre 1914 – Salerno, 31 luglio 1987) è stato un calciatore italiano, di ruolo attaccante.

## Carriera

### Club
Giocò in Serie A 1936-1937 con la maglia dell'Alessandria: esordì in massima serie italiana il 6 dicembre 1936 contro il Torino.
Passò poi al Genova 1893, con cui non scese mai in campo.
Nel 1942-1943 giocò per l'Ilva Novi di Novi Ligure, in Serie C.

## Palmarès

### Club

#### Competizioni nazionali
- Coppa Italia: 1

Genova 1893: 1937-1938